# 황금털관코박쥐
황금털관코박쥐(Murina chrysochaetes)는 애기박쥐과에 속하는 박쥐의 일종이다. 중국 남부 지역의 토착종이다.

## 특징
작은 크기의 박쥐로 몸길이는 68mm, 전완장은 27~29.8mm, 꼬리 길이는 26~28mm, 발 길이는 5.6~7mm이다. 귀 길이는 11~12.6mm, 몸무게는 최대 4.4g이다.

## 생태
곤충을 먹는다.

## 분포 및 서식지
2004년 중국 남부 지역의 광시 좡족 자치구에서 포획된 수컷 성체 한 마리만이 알려져 있고, 현재 캐나다 토론토의 로열 온타리오 박물관 ROM에 카탈로그 번호 M116181로 저장되어 있으며, 베트남 북부에서 두 마리가 포획되었다. 해발 고도 1,000m와 2,000m 사이의 상록수 이차림에서 서식한다.

## 보전 상태
최근에 발견되어 아직 보전 등급이 없다.